# Vic Dickenson Septet, Vol. IV
| Recensione | Giudizio |
| ---------- | -------- |
| AllMusic   | [ 1 ]    |

Vic Dickenson Septet, Vol. IV è il quarto album discografico di Vic Dickenson, pubblicato dalla casa discografica Vanguard Records nel 1954.

## Tracce
Lato A
1. Old Fashioned Love – 9:33 (Cecil Mack, James Price Johnson)

Lato B
1. Suspension Blues – 8:46 (Tradizionale)
2. Runnin' Wild – 5:29 (Joe Grey, Leo Wood, Arthur Gibb)

- Il brano Suspension Blues in successive pubblicazione viene accreditato allo stesso Vic Dickenson

## Musicisti
- Vic Dickenson - trombone
- Shad Collins - tromba
- Ruby Braff - tromba (solo nel brano: Old Fashioned Love)
- Edmond Hall - clarinetto
- Charles Thompson - pianoforte
- Steve Jordan - chitarra
- Walter Page - contrabbasso
- Jo Jones - batteria